# Pseuderimerus bouceki
Pseuderimerus bouceki är en stekelart som beskrevs av Zerova och Seregina 1994. Pseuderimerus bouceki ingår i släktet Pseuderimerus och familjen gallglanssteklar.
Artens utbredningsområde är Turkmenistan. Inga underarter finns listade i Catalogue of Life.